# JR九州821系電車
821系電車（821けいでんしゃ）は、2018年（平成30年）に登場した九州旅客鉄道（JR九州）の交流近郊形電車。2019年（平成31年）3月16日から営業運転を開始した。

## 概要
老朽化した415系の置き換えを目的として、817系の後継車種として開発された。デザインは水戸岡鋭治氏が担当した。
811系1500番台に続き、最新技術のフルSiC-MOSFETを採用した主回路システムの搭載により、電力消費量を415系比較で約70パーセント低減している。主変換装置やSIVの冗長性（信頼性）により安全、安定輸送を確保する。
2019年（平成31年）3月期のJR九州の有価証券報告書によれば、821系の整備費用に総額140.4億円を予算計上しており、2025年（令和7年）3月までの導入が予定されていたが、2021年（令和3年）3月期のJR九州の有価証券報告書によれば、821系の整備予算が総額54億円までに減額されており、導入完了時期も2022年（令和4年）3月に前倒しされている。

## 車両概説

### 車体
817系に次いで、アルミ合金の大型アルミ中空トラス形材を利用したダブルスキン構造を採用、無塗装のアルミヘアライン仕上げとし、定期検査時の塗装工程の省略を目的に検修区所でも作業可能なガラスコーティングを施している。前面は黒色、側引戸はディープレッドメタリックとした。前面構体のみは鋼製で予めワイパーなど必要部品を艤装し構体にボルトで締結している。前部標識・後部標識にLEDライトを採用しており、それぞれ切り替えて表示することができるほか、前面の縁取り部分にもLEDライトを搭載し、前部標識・後部標識の点灯時に補助的な役割を果たすことができる。
前面と側面の上部には行先表示器はフルカラーLEDを採用しており、側面窓は光線透過率14%のUVカットガラスの固定窓とし遮光カーテンを省略している。前面標識・後部標識に加え、空調や行先表示器は並行して開発されたYC1系と機器を共通化することでコストを削減している。側面行先表示器については日本語・英語・中国語・韓国語による多言語表示が可能となっている。
817系と同様の「CT」ロゴが貼られており、青地に白抜きで「CT」「Commuter Train 821」と描かれている。

多言語表示が可能な側面に設置された行先表示器

### 内装
明るい空間を実現すべく、ホワイトを基調としている。305系に引き続き「スマートドア」と称する押しボタン式半自動ドアを採用することで冷暖気の流出を防げるようになっている。ドア上に「マルチサポートビジョン（MSV）」と称する停車駅等案内用の大型液晶ディスプレイを設置しており、日本語・英語・中国語・韓国語で表示される。画面上部の1/3は可変部となっており、列車の種別・行先や経由・次駅・号車を表示することができるようになっている。室内灯はすべてLED照明となっておりスポットライトタイプのLEDを装備している。乗降部には足元のプラットホームを照らす照明を設置している。
座席はロングシートで、817系2000・3000番台と同様戸袋部分の座席にヘッドレストが備え付けられているほか、中央部分の座席も従来より背ずりが高いハイバックタイプのロングシートが採用されているが、本系列では客室側面窓がロングシートの背ずりの高さに合わせた寸法としたため、客室側面窓の上下寸法が従来の車両と比べ、狭く細長い独特の形状となっている。車椅子スペースを1編成あたり2箇所設置している。
トイレは清水空圧式でクハ821形に設置されている。電動車椅子対応のもので開口幅を1,000 mmとし、床面の段差を極力少なくし車椅子が出入りしやすいようになっている。非常通報装置は筑肥線用の車両以外では初めて通話機能付きとなり、各車両の客室に1ヶ所ずつ、サハ821形の車椅子スペースとクハ821形のトイレ内にそれぞれ1ヶ所ずつ設置されている。

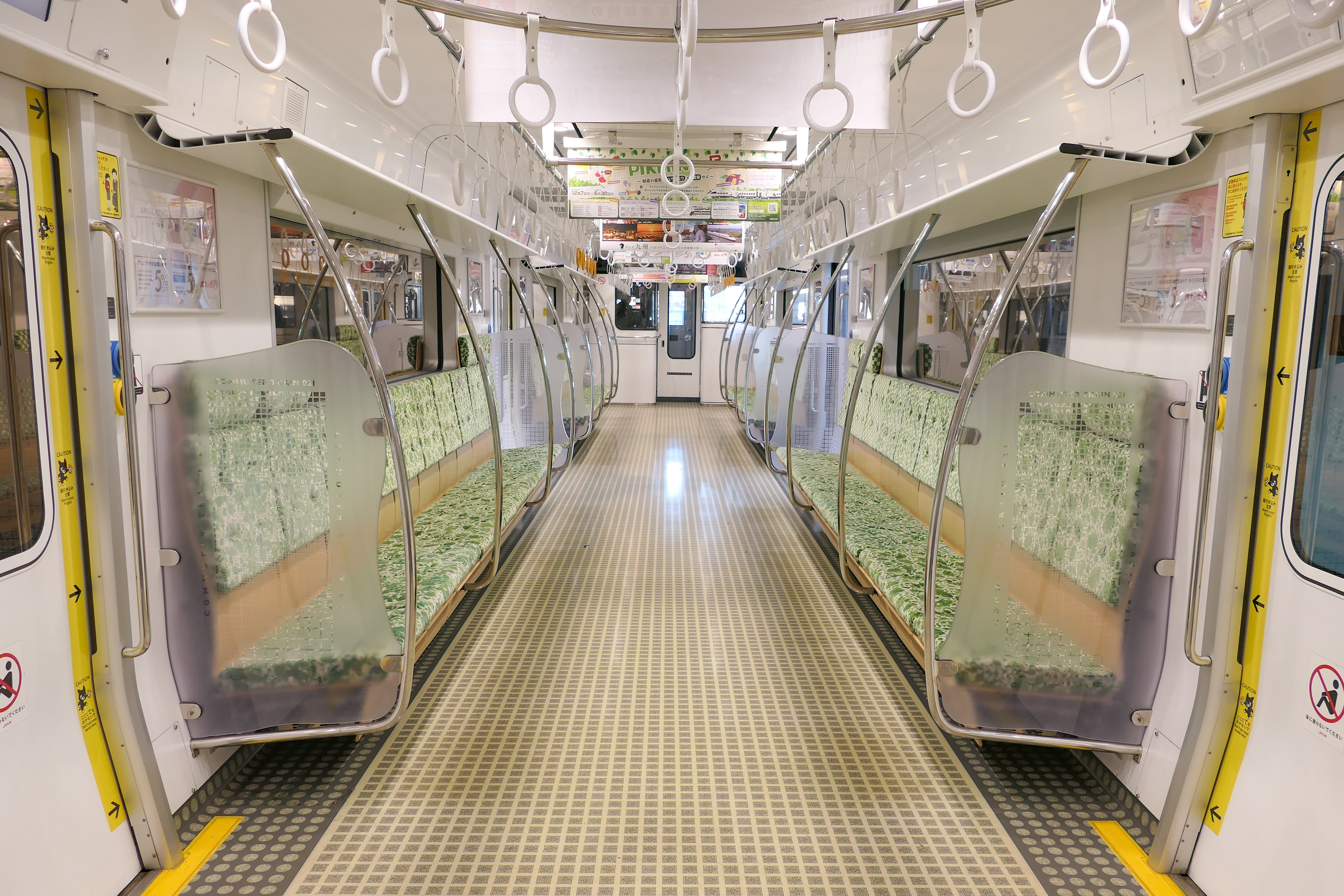
車内（クモハ821-9）
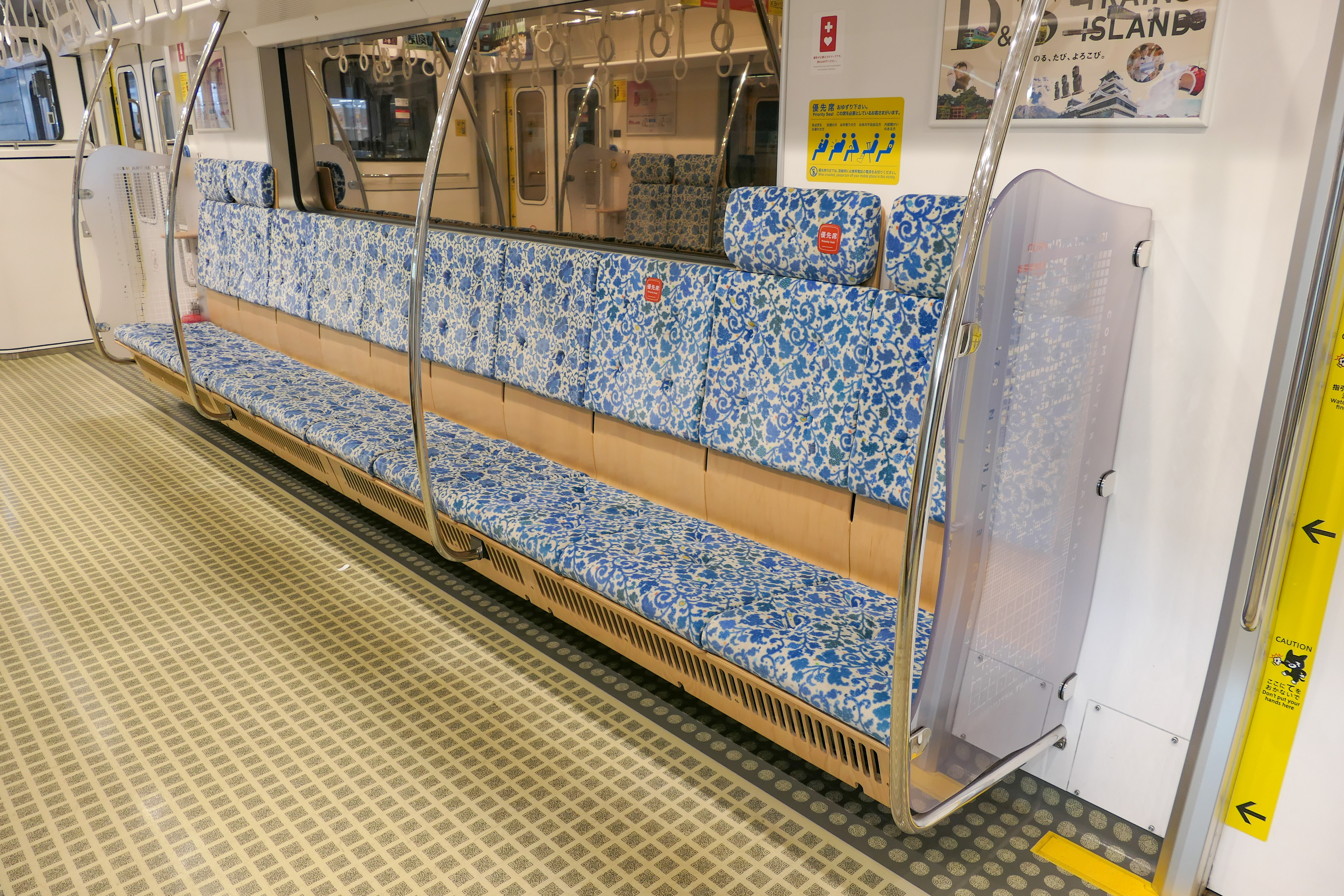
クモハとは表地の異なるクハ821-9のロングシート
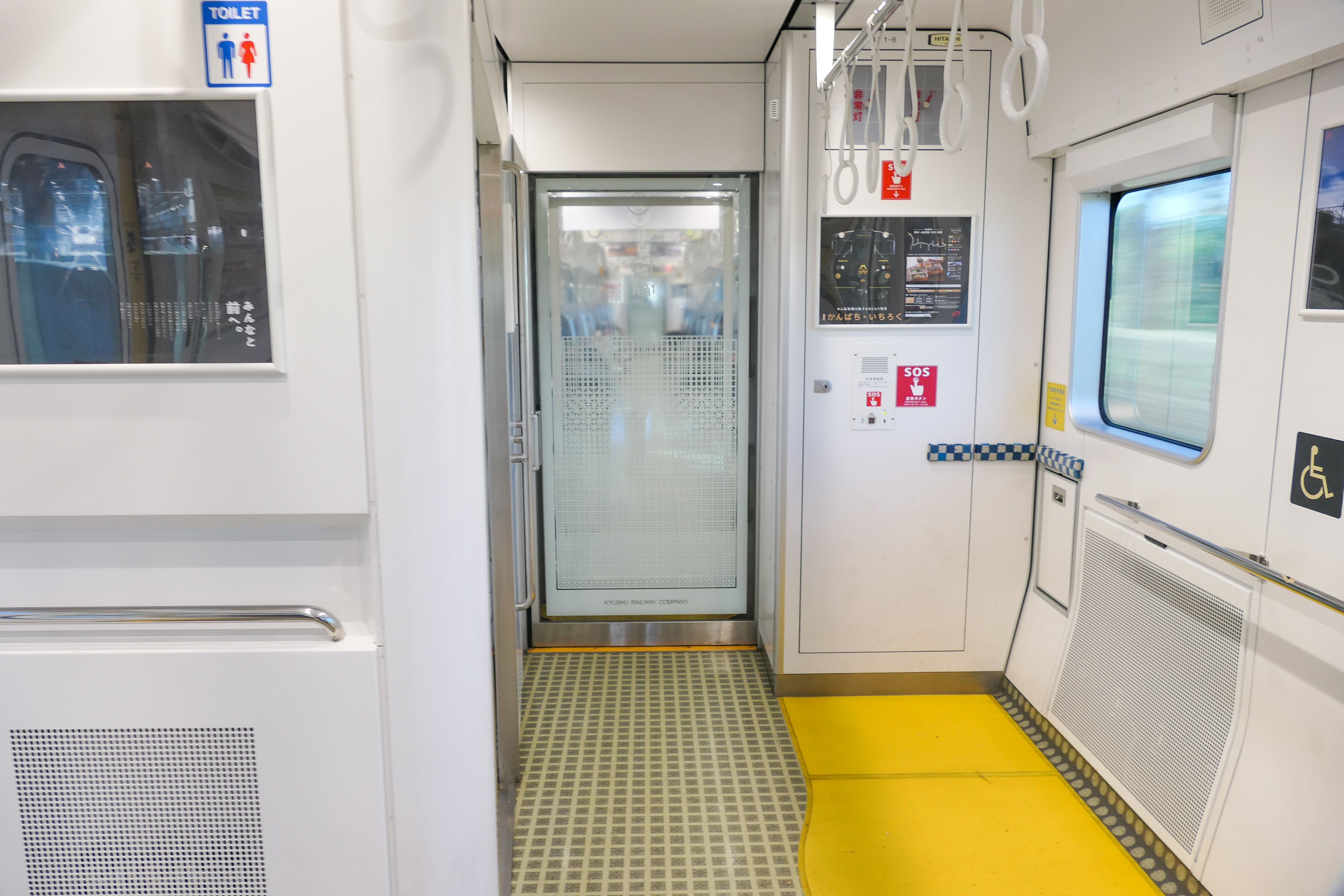
車端部のトイレと車椅子スペース
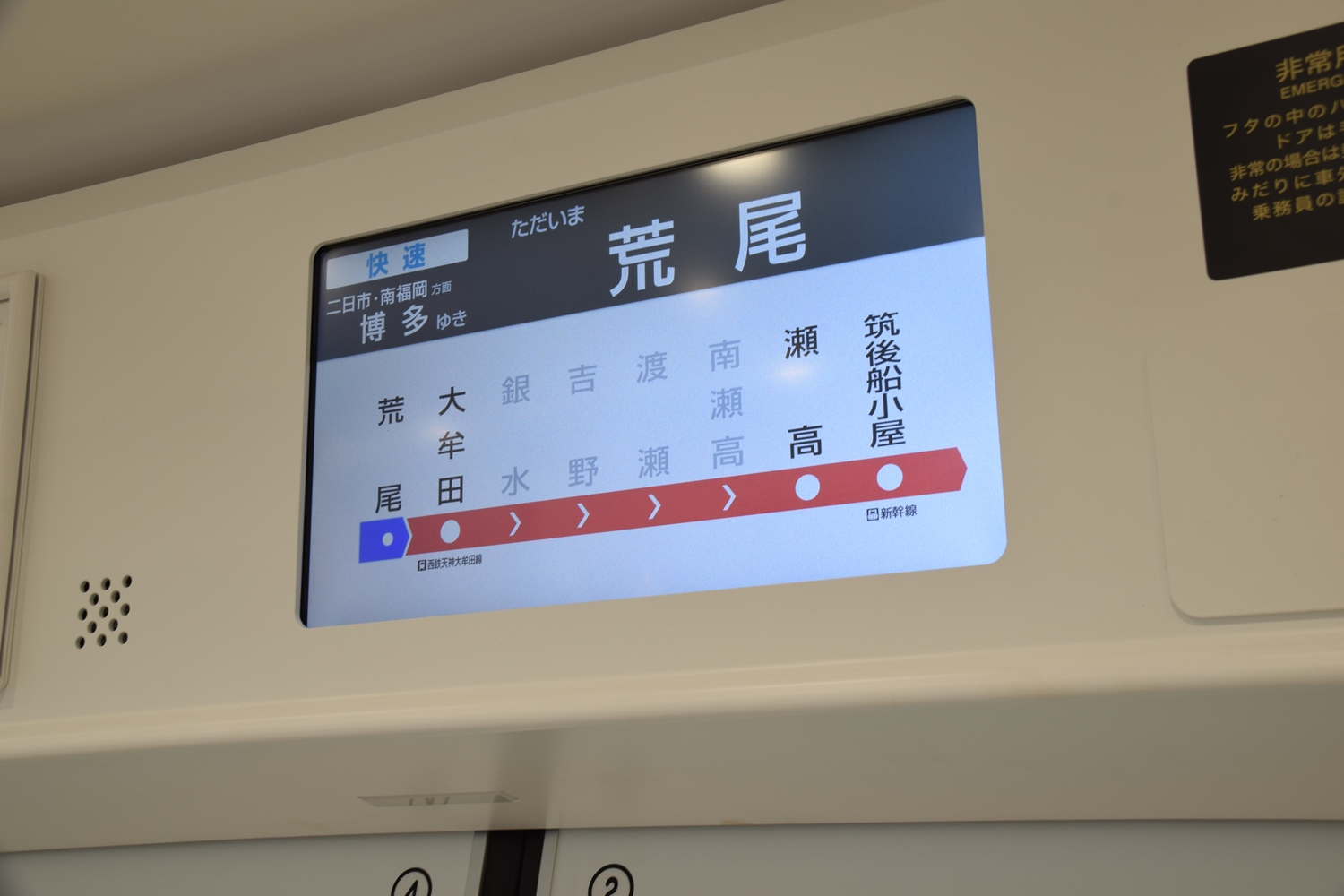
マルチサポートビジョン

#### 運転台
従来車と同じくワンハンドル式の主幹制御器を採用している。速度計などの計器類はグラスコックピット方式とし、車両情報制御装置の表示器を2台設置することで速度計や元空気だめ圧力（MR圧）・ブレーキシリンダ圧力（BC圧）計、電圧計、ATS情報を表示できるようになっている。これらの表示は左右どちらのモニターでも表示でき片方が故障した場合にもう片方に切り替えることで冗長性を確保している。ATS警報機とATS警報持続チャイムも同じく1運転台に2台ずつ搭載することで冗長性を確保している。グラスコックピットでATS情報を確認できるが、先行量産車の2編成（UT001・UT002）のみ他形式と同様のATS-DK形用表示器が後日設置された。

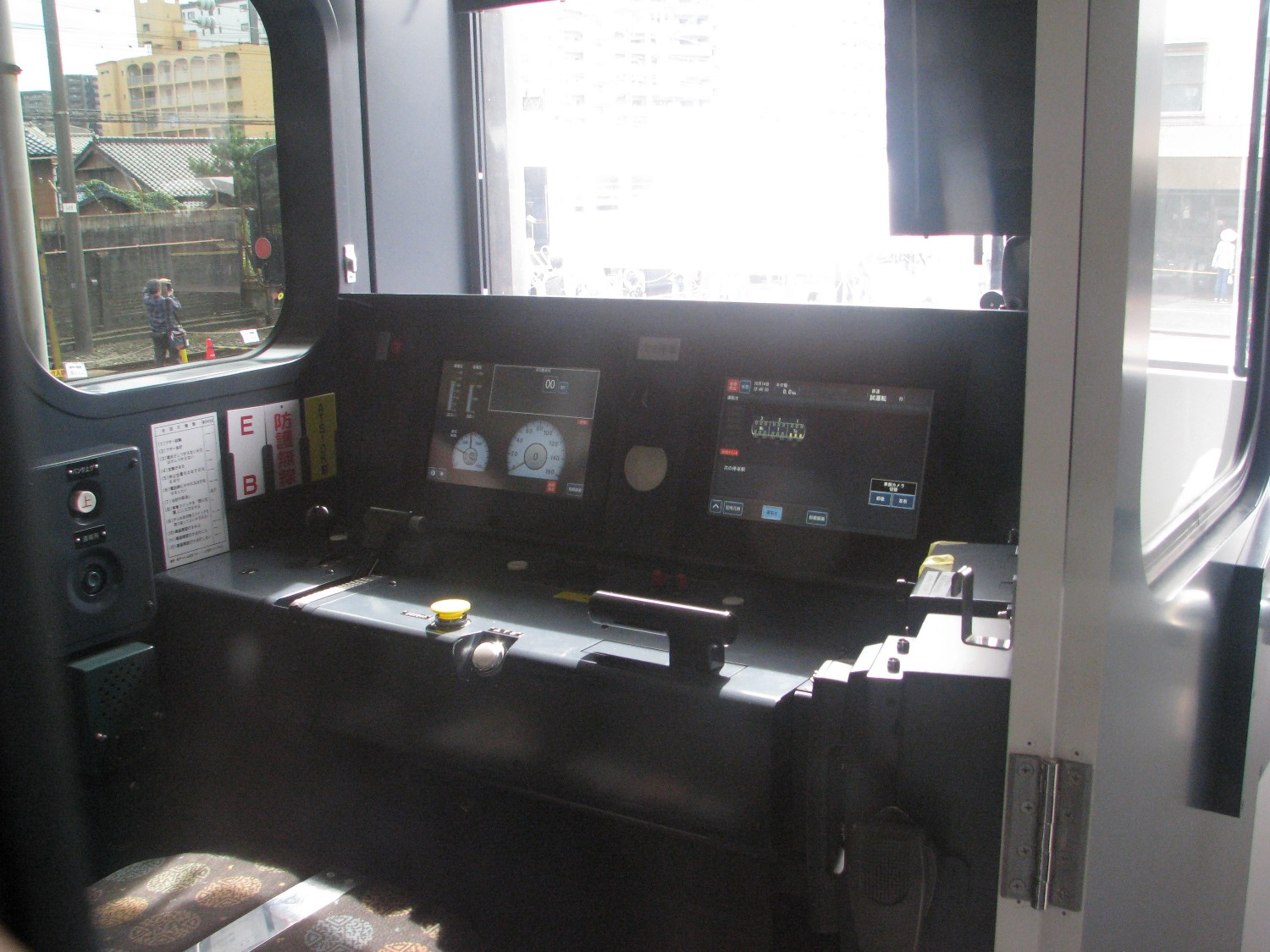
運転台
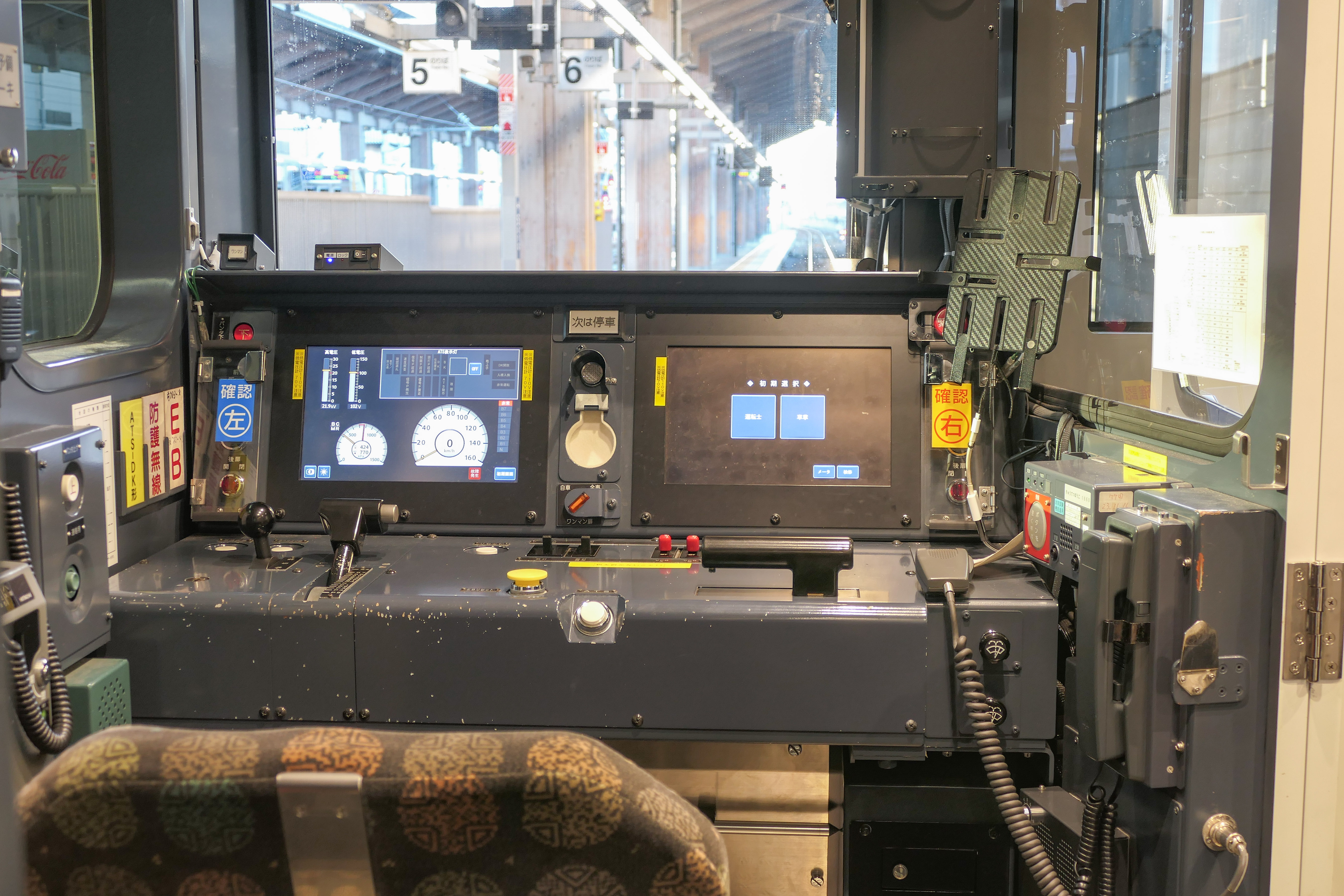
ワンマン改造された運転台 ATS-DK用表示器も確認できる
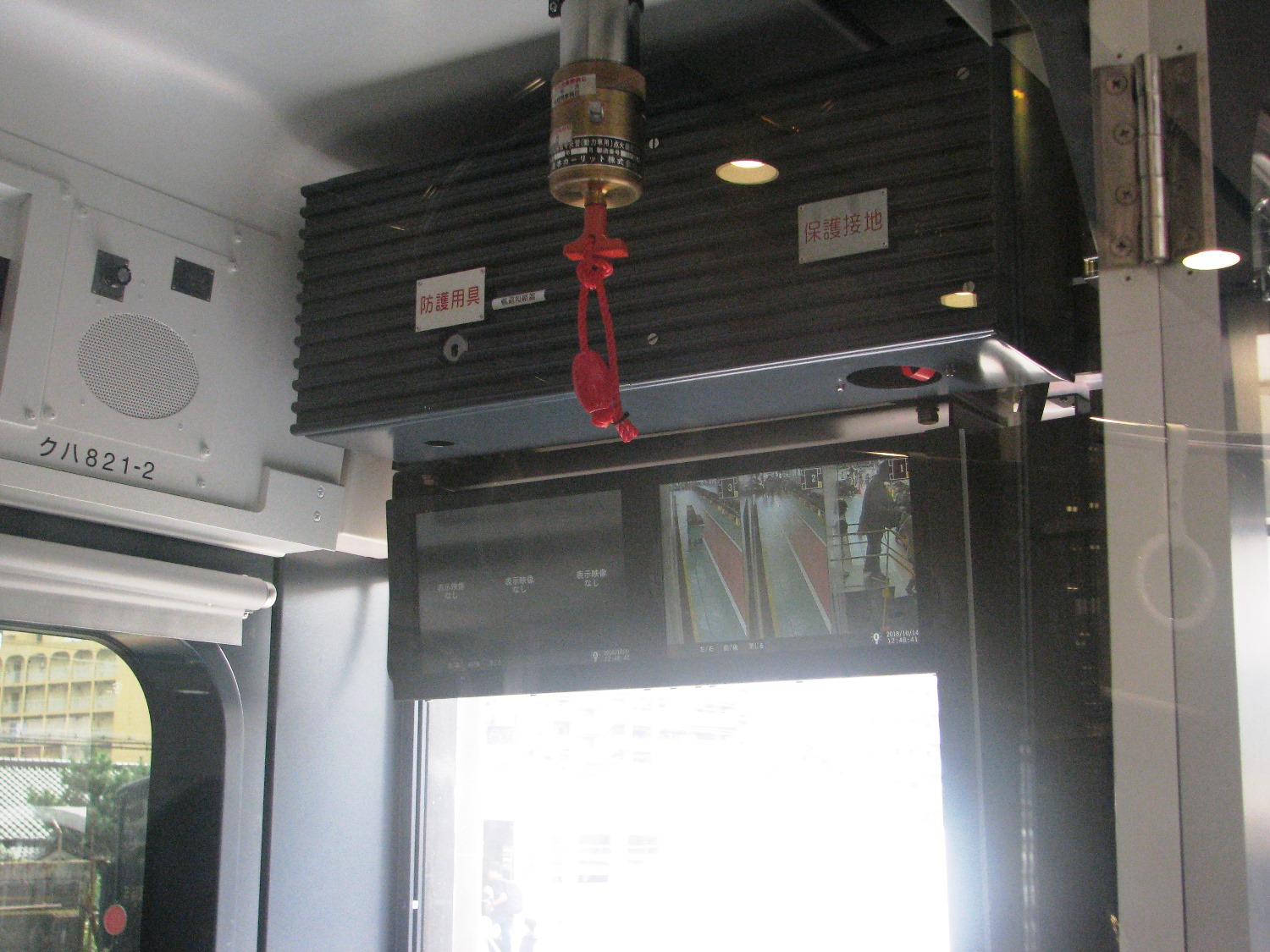
運転台上部のモニター
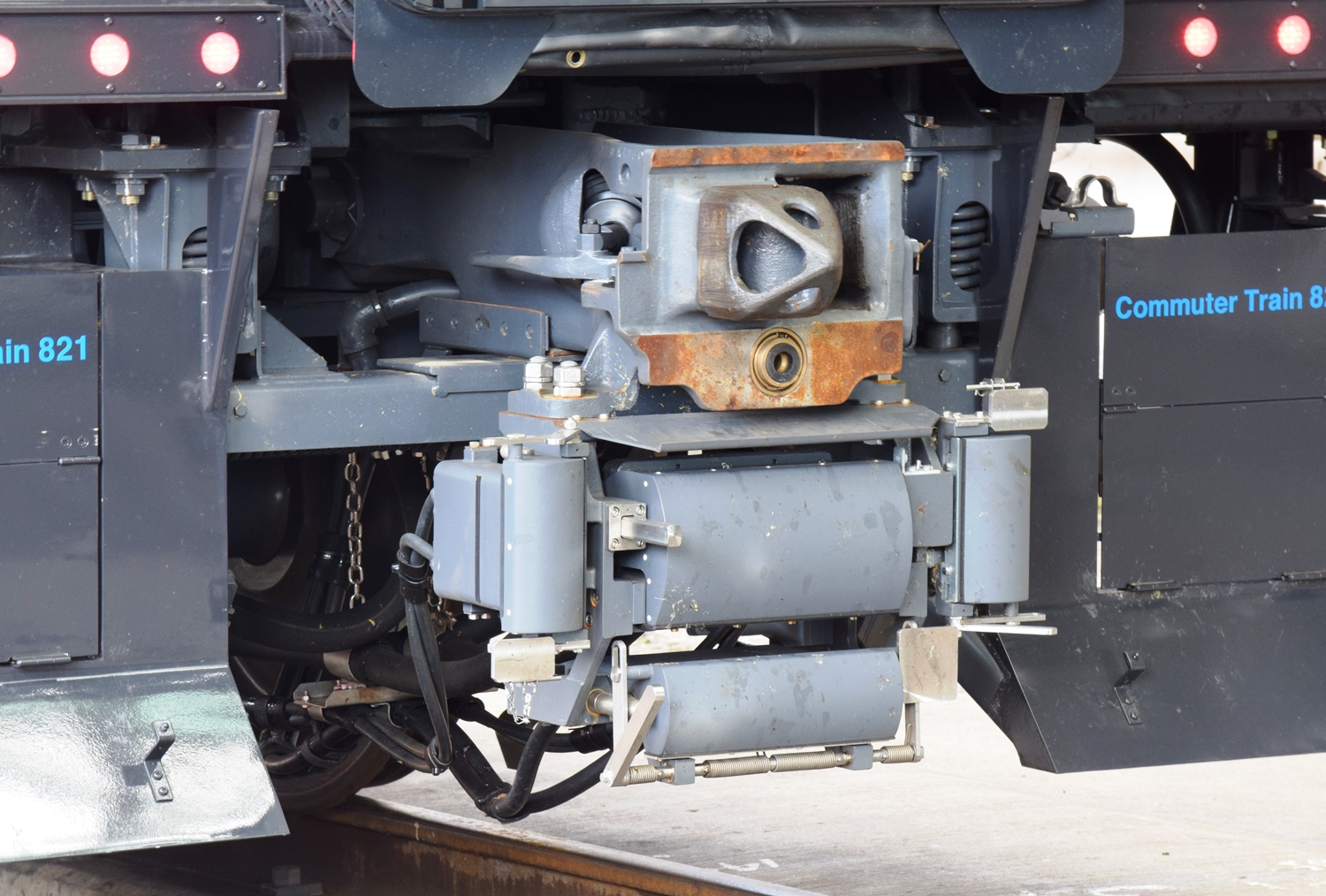
イーサネット対応連結器 （左右のもの）
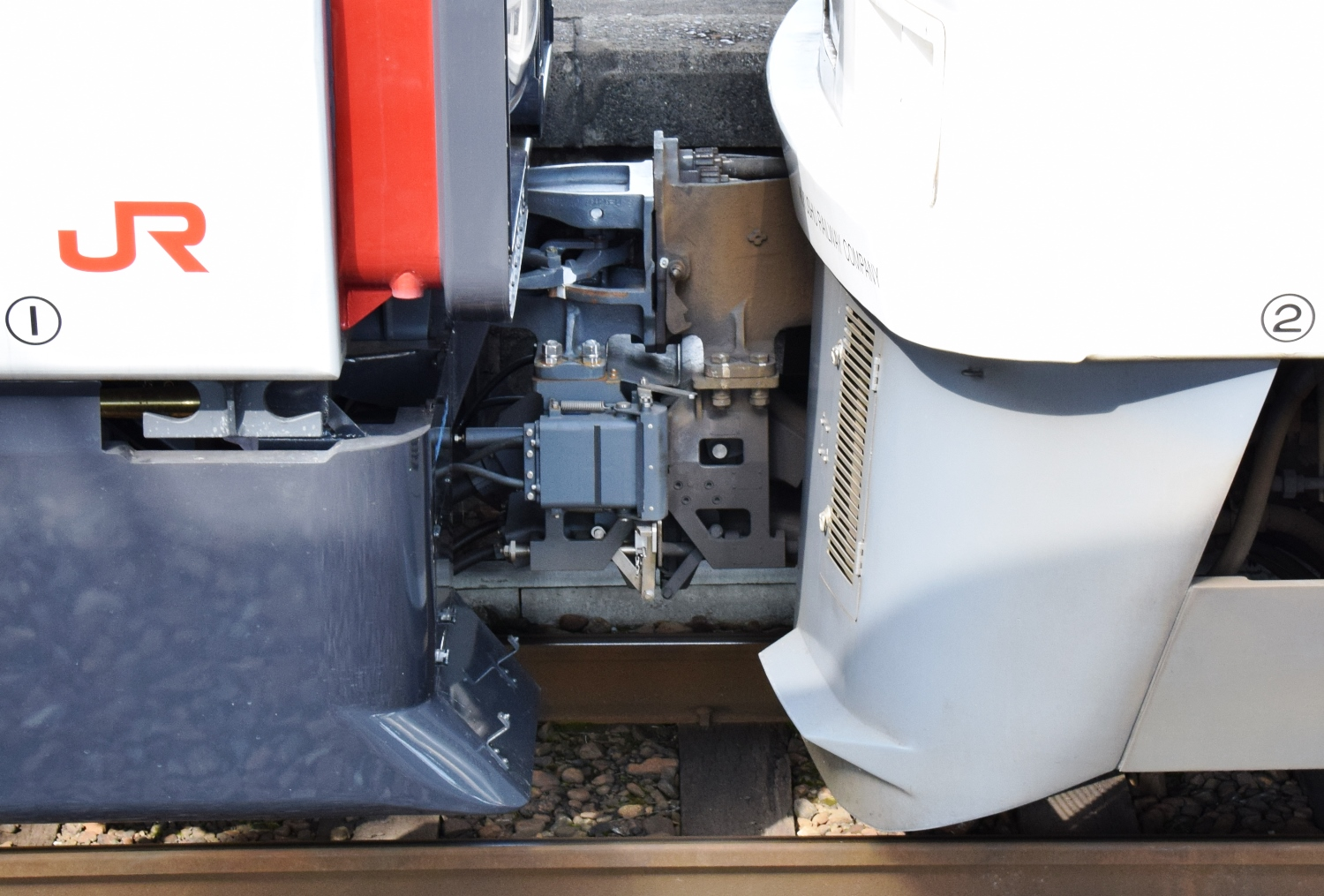
811系と連結した様子

### 機器類
制御装置にはVVVFインバータ装置により三相交流に変換して交流電動機を制御するVVVFインバータ制御を採用しており、最新技術の三菱電機製フルSiC-MOSFETを採用している。主回路方式は3レベルPWMコンバータ + 2レベルPWMインバータ方式で2個モーター台車制御の2群構成とし、故障時には健全な回路で電動機4台を制御し健全時と同等の加速度で走行可能としている。
主電動機は全閉自冷式のかご形三相誘導電動機（MT406K）を採用し、回転子非解体軸受交換構造とすることでメンテナンスフリーを図っている。また、817系までとは異なりWN駆動方式を採用している。
空調機器や電動圧縮機への給電用として単相交流440 Vを三相交流440 Vに変換するSIVを3台（サハ821形2台、クハ821形1台）搭載し、それぞれを並行運転とすることで故障時に2台で負荷を供給することでシステム故障率低減を図っている。また、低負荷時には2台運転に切り替えることで省エネルギー化を図っている。それとは別に単相440 Vから直流100 Vおよび単相交流100 Vに変換するSIVもクハ821形に搭載している。こちらは待機冗長方式を採用し、電力変換部および制御部を二重化し、故障した場合には待機している装置に切り替えることでシステム故障率低減を図っている。
空調は各車両に1台ずつ集中方式（AU413K）のユニットを搭載している。この空調は冷房能力は55 kW（約47300 kcal/h）に加えて急速暖房用に6 kWのヒーターを内蔵している。
ブレーキは本形式の特徴として分散型･台車制御方式を採用している。これは台車ごとに計6台のブレーキ制御器を分散させ、専用伝送線を二重化することにより冗長性を確保している。電動空気圧縮機はレシプロ式のオイルフリータイプを採用し、編成あたり2台搭載しうち1台のみを使用することで不具合を検出した場合には自動的に健全な電動空気圧縮機に切り替え運転を継続できるようにしている。

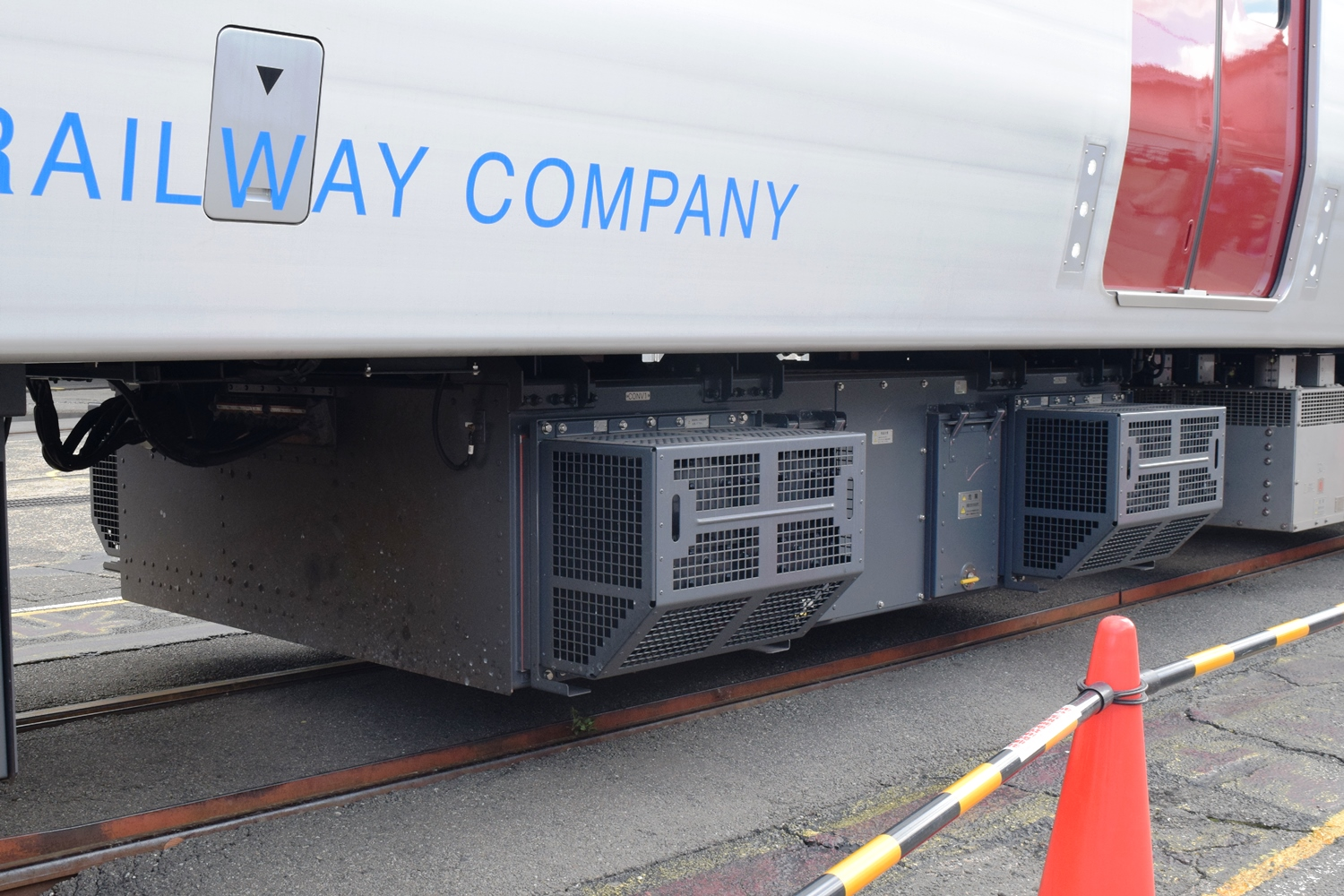
PC409K形主変換装置
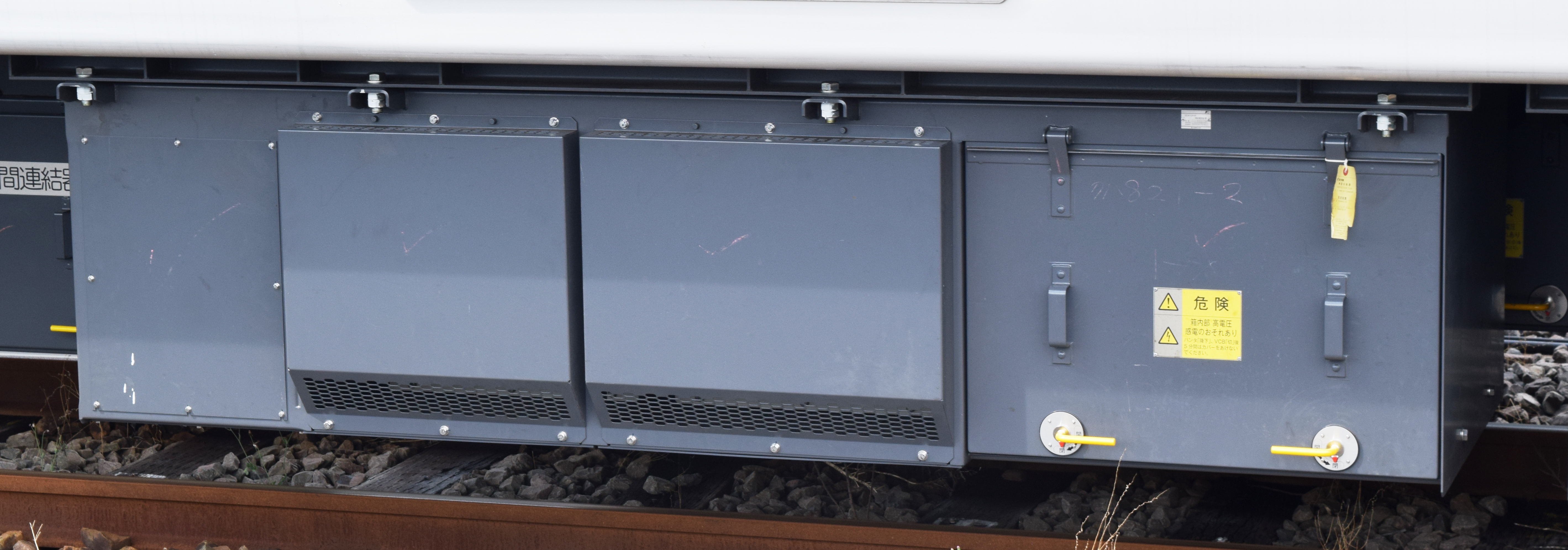
3台搭載されている SC412K形補助電源装置
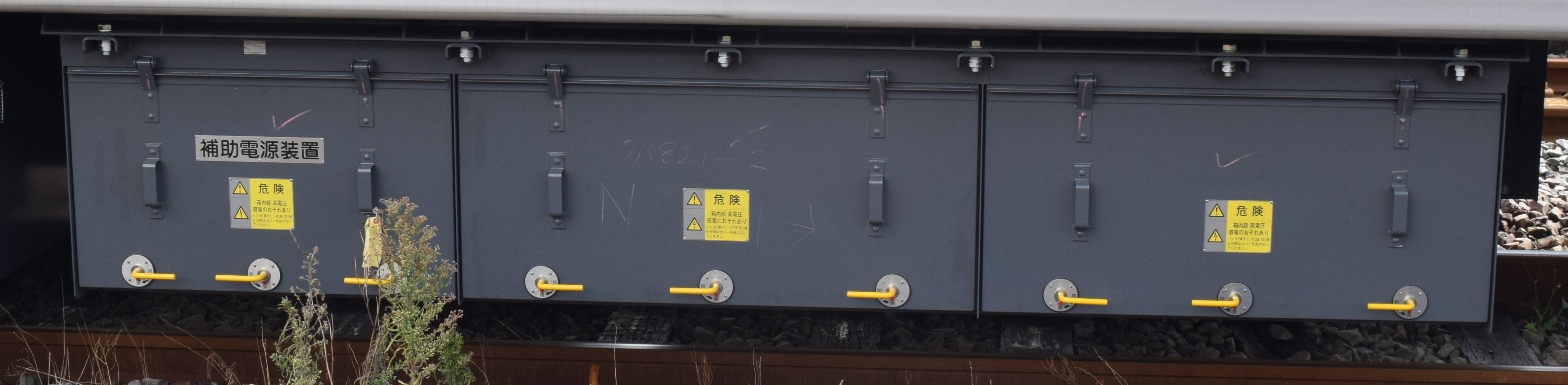
SC413K形補助電源装置
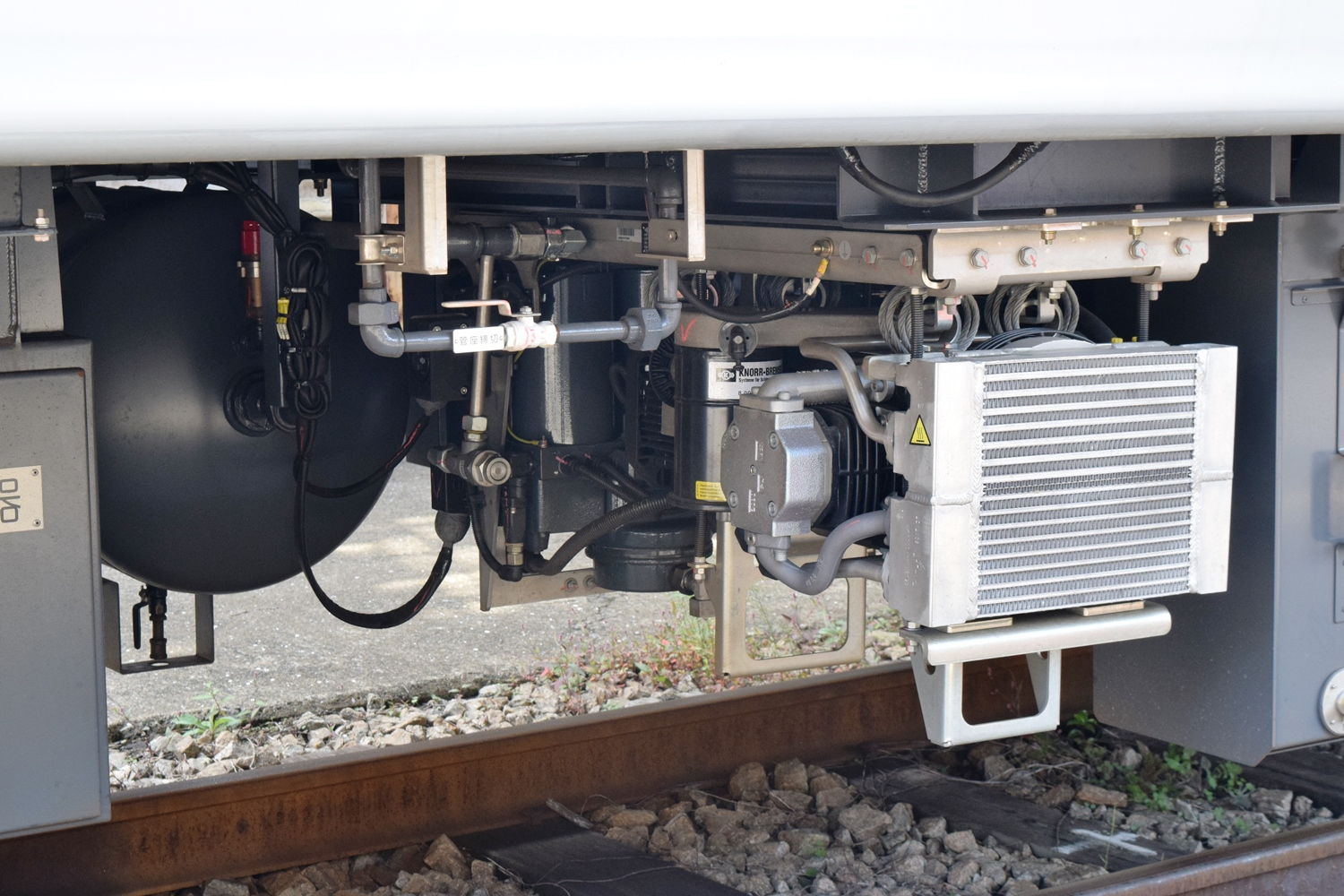
電動空気圧縮機

本系列では運転および搭載機器の動作に関わる情報を集中管理し車両動作状況表示、故障情報表示当の乗務員支援や空調、室内灯制御等のサービス機器制御、故障履歴表示や車上試験等の検修支援機能を有している。これらの伝送には車両情報伝送用のモニタ系伝送路と車内案内情報の伝達を行う情報系伝送路の2系統があり、片方の伝送路が途絶えた場合は残った1系統で両方の情報を伝送できるようにすることで冗長性を確保している。また、これらのシステムは従来の811系・813系・815系・817系・BEC819系などと併結可能なシステムとなっている。また、編成間の伝達情報拡充を目的にJR九州としては初めてイーサネット対応の電気連結器を採用して いる。この連結器は従来の連結器の左右にイーサネット対応の高速伝送回路用電気連結器を設け、片方4芯×2系統の計4系統の伝送に対応している。
台車は305系に引き続き川崎重工（現：川崎車両）製の軽量ボルスタレス台車を採用し、動力台車が DT410K形 、付随台車が TR410K形 となっている。305系同様、軸箱支持装置の構造を円錐積層ゴム方式ではなく、軸はり式を採用し軽量化および保守の容易化を図っている。車輪は低床化のため車輪径810 mmとしている。各台車には台車状態監視装置を搭載しており、各加速度センサーによりダンパー類の油漏れや歯車装置異常振動、ギヤ油漏れ、車輪凹摩、フラット等の台車の各種不具合を検知できるようになっている。鹿児島本線（小倉駅 - 荒尾駅間）の快速列車などでの運用を念頭に置きヨーダンパを装備している。基礎ブレーキ装置には305系同様、ワンタッチ式シューコックタイプのユニットブレーキを採用することで制輪子取替作業の簡略化が図られている。

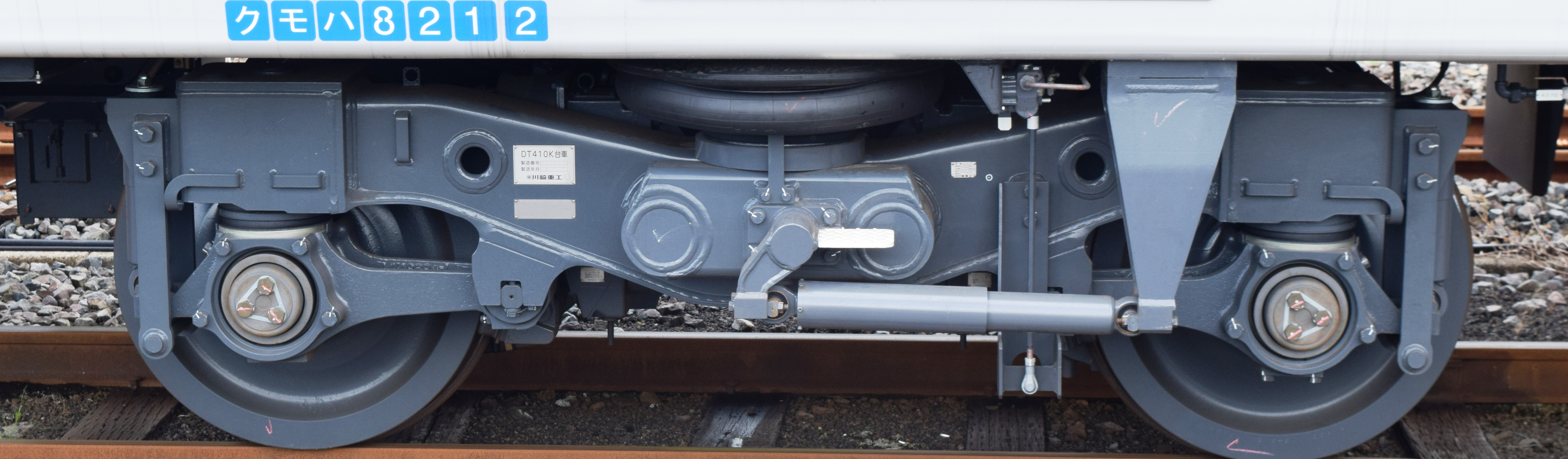
DT410形K動力台車
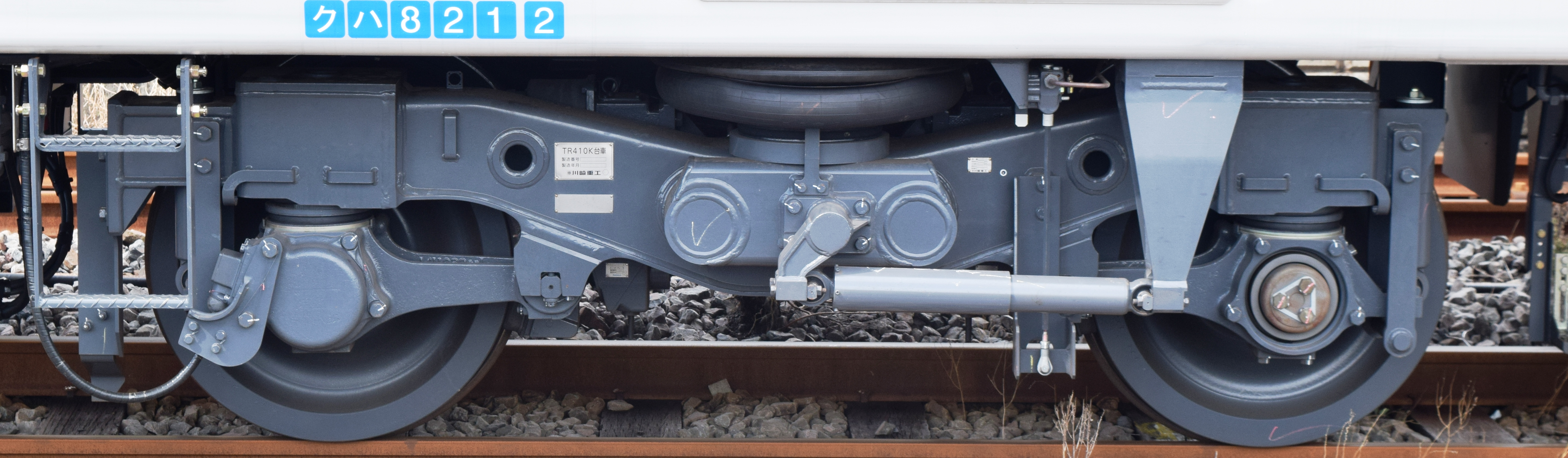
TR410K形付随台車

保安装置は落成当初よりATS-DK形を装備している。DK形はATS-SK形を内包しており、直下停止機能、点照査機能（以上SK形）、パターン照査などの連続速度照査機能（DK形）を有する。このほかEB装置・防護無線を有する。

## 形式
クモハ821形（Mc）
門司港方に連結される制御電動車。主電動機、シングルアーム式パンタグラフ（PS403K）、主変圧器（TM412K）および主変換装置（PC409K）などの電装部品を搭載する。定員132人（座席定員46名）。
サハ821形（T）
3両編成の中間に連結される付随車。空気圧縮機と補助電源装置（SC412K）などを搭載する。定員148人（座席定員51名）。
クハ821形（Tc）
八代方に連結される制御車。空気圧縮機と補助電源装置（SC412K×2、SC413K×1）、鉛蓄電池などを搭載する。車内の後位側に車椅子対応の洋式便所を設けている。定員127人（座席定員40名）。
編成は、門司港側からクモハ821形（Mc）- サハ821形（T）- クハ821形（Tc）の3両編成。
車両番号は基本的には編成毎に同じ番号で揃えられている。また、編成自体にも「Uxxx」の編成番号が与えられており、「xxx」は車両番号に対応している。車両前面に表記される編成番号は「Uxxx」だが、正式な編成番号は「UTxxx」である。南福岡車両区に所属していた際の編成番号は「UMxxx」だった。

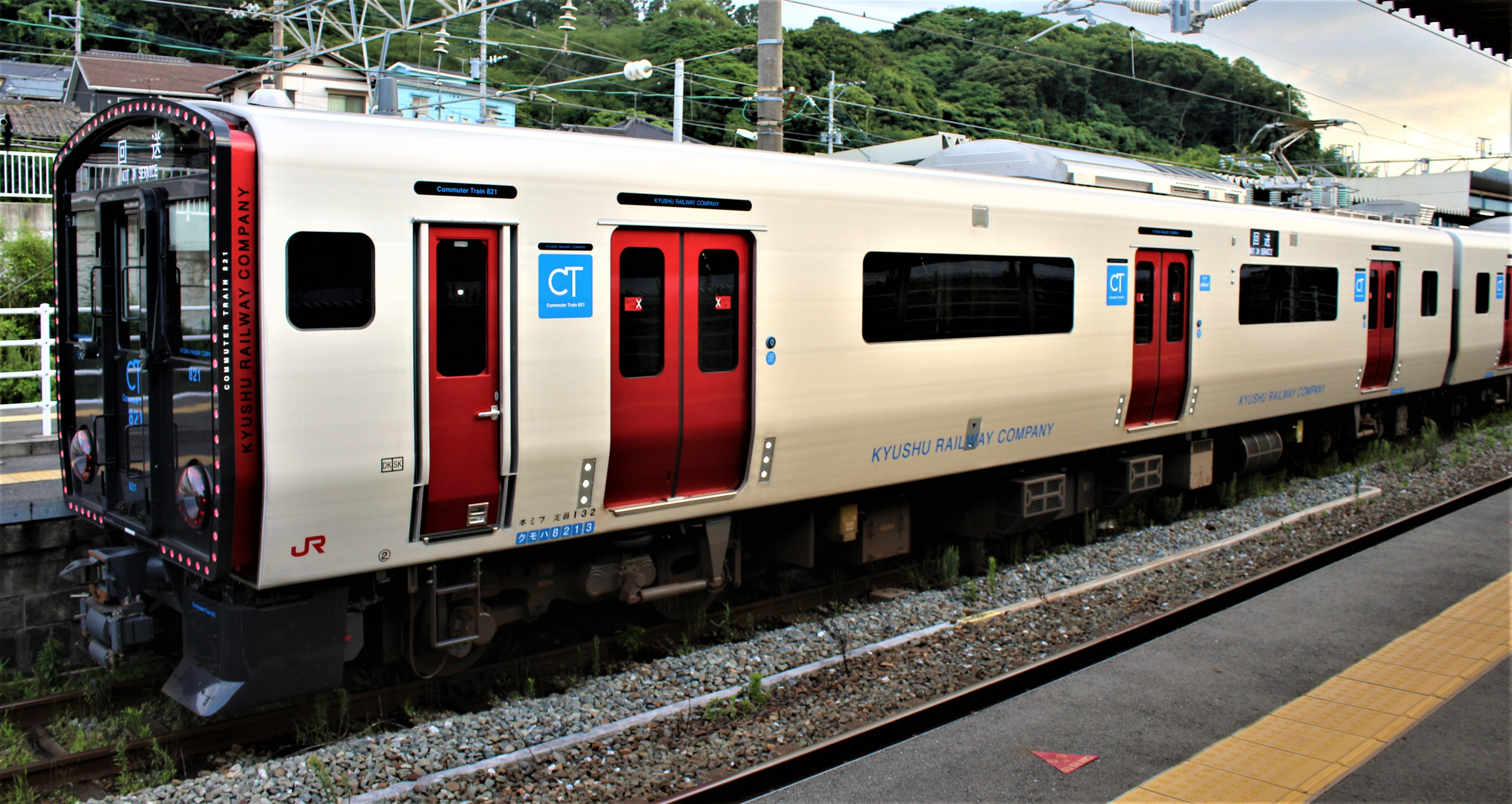
クモハ821形
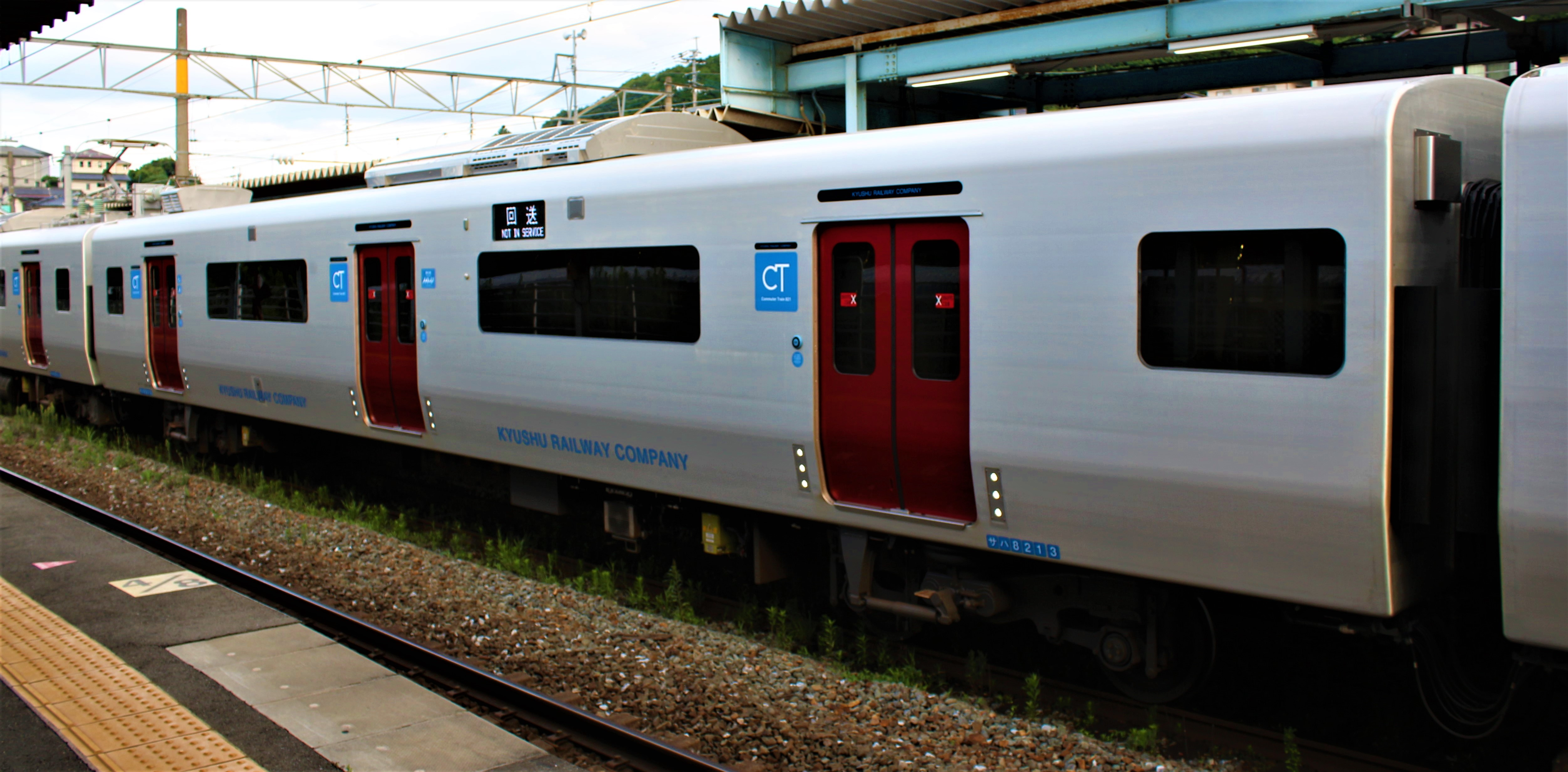
サハ821形
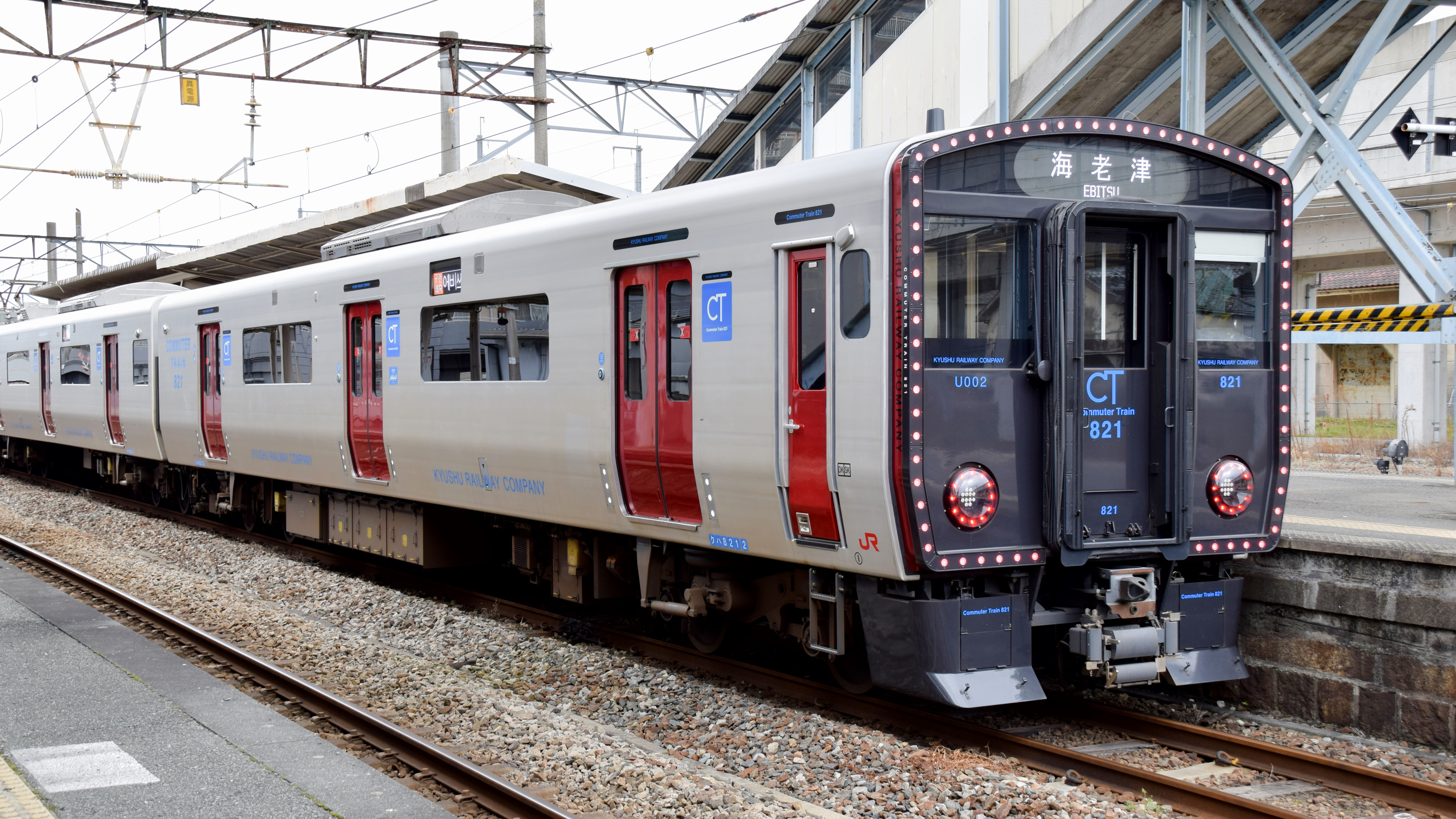
クハ821形

| ← 門司港八代・博多（篠栗線）・肥後大津 → | ← 門司港八代・博多（篠栗線）・肥後大津 → | ← 門司港八代・博多（篠栗線）・肥後大津 → | ← 門司港八代・博多（篠栗線）・肥後大津 → |
| ---------------------------------------- | ---------------------------------------- | ---------------------------------------- | ---------------------------------------- |
| 形式                                     | ＜ クモハ821 -#0 （Mc）                  | サハ821 -#0 （T）                        | クハ821 -#0 （Tc）                       |
| 定員                                     | 132                                      | 148                                      | 127                                      |

## 運用
2019年（平成31年）3月16日より営業運転を開始した。当初はいずれの編成も南福岡車両区に配置され、一部の列車を除き811系と併結した7両編成で鹿児島本線小倉駅 - 荒尾駅間の普通・区間快速・快速列車に使用されていた。以降増備に伴い運用範囲は拡大し、2021年（令和3年）3月13日のダイヤ改正では熊本地区でも運用されるようになった。
2022年（令和4年）9月23日のダイヤ改正で全編成が熊本車両センターに転属し、同改正時点での運用範囲は鹿児島本線門司港駅 - 八代駅間、筑豊本線・篠栗線（福北ゆたか線）黒崎駅 - 博多駅間、豊肥本線熊本駅 - 肥後大津駅間となった。このうち鹿児島本線鳥栖駅 - 八代駅間と福北ゆたか線折尾駅 - 博多駅間、門司港駅 - 直方駅間の直通列車、および豊肥本線ではワンマン運転を行っている。また、一部列車では813系を併結して充当されることもある。2021年秋頃から前面の縁取り部にあるLEDの点灯は取りやめられている。

## 編成表
2024年（令和6年）4月1日現在
- 全車日立製作所笠戸事業所製造
- 全車熊本車両センター所属

| ← 門司港八代・博多（篠栗線）・肥後大津 → | ← 門司港八代・博多（篠栗線）・肥後大津 → | ← 門司港八代・博多（篠栗線）・肥後大津 → | ← 門司港八代・博多（篠栗線）・肥後大津 → | ← 門司港八代・博多（篠栗線）・肥後大津 → | ← 門司港八代・博多（篠栗線）・肥後大津 → |
| ---------------------------------------- | ---------------------------------------- | ---------------------------------------- | ---------------------------------------- | ---------------------------------------- | ---------------------------------------- |
| 編成 番号                                | クモハ 821                               | サハ 821                                 | クハ 821                                 | 落成日                                   | 備考                                     |
| UT001                                    | 1                                        | 1                                        | 1                                        | 2018/02/20                               |                                          |
| UT002                                    | 2                                        | 2                                        | 2                                        | 2018/02/20                               |                                          |
| UT003                                    | 3                                        | 3                                        | 3                                        | 2020/02/21                               |                                          |
| UT004                                    | 4                                        | 4                                        | 4                                        | 2020/02/21                               |                                          |
| UT005                                    | 5                                        | 5                                        | 5                                        | 2021/03/04                               |                                          |
| UT006                                    | 6                                        | 6                                        | 6                                        | 2020/12/18                               |                                          |
| UT007                                    | 7                                        | 7                                        | 7                                        | 2020/12/18                               |                                          |
| UT008                                    | 8                                        | 8                                        | 8                                        | 2022/01/21                               |                                          |
| UT009                                    | 9                                        | 9                                        | 9                                        | 2022/01/21                               |                                          |
| UT010                                    | 10                                       | 10                                       | 10                                       | 2022/02/03                               |                                          |